# Championnat d'Amérique du Sud de rugby à XV 1987
Navigation
Championnat 1985 Championnat 1989
Le Championnat d'Amérique du Sud de rugby à XV 1987 est une compétition de rugby à XV organisée par la Confederación sudamericana de rugby. La 15e édition se déroule du 27 septembre au 3 octobre 1987 et est remportée par l'équipe d'Argentine.

## Équipes participantes
- Argentine
- Chili
- Uruguay
- Paraguay

## Format
L'Argentine, le Chili, l'Uruguay et le Paraguay disputent des matchs sous la forme d'un tournoi. Le premier est déclaré vainqueur.

## Classement
| Rang | Nation        | J | V | N | D | Pm  | Pe  | Diff | Pts |
| ---- | ------------- | - | - | - | - | --- | --- | ---- | --- |
| 1    | Argentine (T) | 3 | 3 | 0 | 0 | 150 | 34  | +116 | 6   |
| 2    | Uruguay       | 3 | 2 | 0 | 1 | 74  | 72  | +2   | 4   |
| 3    | Chili         | 3 | 1 | 0 | 2 | 56  | 96  | -40  | 2   |
| 4    | Paraguay      | 3 | 0 | 0 | 3 | 32  | 110 | -78  | 0   |

|  | Vainqueur (no 1).        |
|  | T : Tenant du titre 1985 |

## Résultats
| 27 septembre 1987 | Chili | 28 – 16 | Paraguay | Santiago |
| 27 septembre 1987 |       |         |          | Santiago |
| 27 septembre 1987 |       |         |          | Santiago |

| 27 septembre 1987 | Argentine | 41 – 21 | Uruguay | Santiago |
| 27 septembre 1987 |           |         |         | Santiago |
| 27 septembre 1987 |           |         |         | Santiago |

| 30 septembre 1987 | Argentine | 62 – 4 | Paraguay | Santiago |
| 30 septembre 1987 |           |        |          | Santiago |
| 30 septembre 1987 |           |        |          | Santiago |

| 30 septembre 1987 | Uruguay | 33 – 19 | Chili | Santiago |
| 30 septembre 1987 |         |         |       | Santiago |
| 30 septembre 1987 |         |         |       | Santiago |

| 3 octobre 1987 | Paraguay | 12 – 20 | Uruguay | Santiago |
| 3 octobre 1987 |          |         |         | Santiago |
| 3 octobre 1987 |          |         |         | Santiago |

| 3 octobre 1987 | Chili | 9 – 47 | Argentine | Santiago |
| 3 octobre 1987 |       |        |           | Santiago |
| 3 octobre 1987 |       |        |           | Santiago |